# Juan José Torres
Juan José Torres González (Cochabamba, 5 marzo 1920 – Buenos Aires, 2 giugno 1976) è stato un generale e politico boliviano socialista e capo militare. È stato Presidente della Bolivia de facto dal 7 ottobre 1970 al 21 agosto 1971. Era conosciuto a livello popolare come "J.J." (Jota-Jota). Juan José Torres fu ucciso a Buenos Aires nel 1976, durante l'operazione Condor.

## Biografia

### Primi anni
Torres nacque a Cochabamba da una famiglia meticcia di umili origini, con antenati di etnia aymara e si arruolò nell'esercito nel 1941. Prestò servizio come addetto militare in Brasile dal 1964 e come ambasciatore in Uruguay dal 1965 al 1966, quando fu nominato ministro del Lavoro.
Divenne il braccio destro del dittatore Alfredo Ovando e comandante in capo delle forze armate quando quest'ultimo salì al potere in seguito a un colpo di stato nel settembre 1969. Torres era uno degli ufficiali più a sinistra dell'esercito boliviano, sollecitando Ovando per attuare riforme di più ampia portata e per resistere agli ufficiali più conservatori. Il 6 ottobre del 1970 ebbe luogo un colpo di stato antigovernativo guidato da comandanti militari di destra. Fu versato molto sangue tra le fazioni opposte finché il presidente Ovando chiese asilo in un'ambasciata straniera, credendo che ogni speranza fosse perduta. Ma le forze militari di sinistra si riorganizzarono sotto la guida del generale Torres, e alla fine prevalsero. Logorato da 13 mesi estenuanti di mandato, Ovando accettò di lasciare la presidenza nelle mani dell'amico, il generale Torres, l'eroe del momento. Quest'ultimo, prestato giuramento, continuò a governare il Paese nei 10 difficili mesi successivi.

### Presidenza
Sebbene la maggior parte dei capi militari nel corso della storia dell'America Latina sia stata associata a partiti di destra, Torres - come il suo contemporaneo Juan Velasco in Perù - fu decisamente di sinistra. Era conosciuto come un uomo del popolo ed era popolare in alcuni settori della società boliviana. La sua etnia meticcia e la sua discendenza dai nativi andini lo avvicinarono ai settori più poveri della società. Nonostante le buone intenzioni di Torres le sue marcate posizioni di sinistra non contribuirono a stabilizzare il paese.
Definì un'Assemblea del Popolo, in cui i rappresentanti di specifici settori "proletari" della società fossero presenti (minatori, insegnanti sindacalizzati, studenti, contadini). L'assemblea fu investita di tutti i poteri di un parlamento funzionante sebbene gli oppositori del regime tendevano a considerarla un'assemblea fantasma. Permise al sindacalista e trotzkista Juan Lechin di riprendere il suo posto alla testa della Central Obrera Boliviana (sindacato dei lavoratori boliviano, COB) e di agire liberamente. Con sua grande sorpresa, Lechin procedette a paralizzare il governo con scioperi.
Alla fine, "J.J." fu vittima dello stesso dilemma che aveva afflitto Ovando: era visto dai suoi oppositori di destra come colui che avrebbe condotto il paese verso il comunismo, ma a sinistra c'era chi diffidava del suo essere membro delle forze armate. Per i primi si era spinto troppo in là, mentre per i secondi non si era impegnato abbastanza.
Dopo meno di un anno al potere, Torres fu spodestato in un sanguinoso colpo di stato guidato dalla Giunta dei Comandanti delle Forze Armate. Nonostante la massiccia resistenza - sia civile che militare - le forze conservatrici avevano imparato dal fallimento a seguito della rivolta dell'ottobre del 1970, e applicarono metodi brutali senza rimorsi. Banzer governò il paese nei successivi sette anni. Quanto a Torres, lasciò il paese e si stabilì a Buenos Aires, rimanendovi anche dopo il colpo di stato del marzo 1976 che portò al potere generale Jorge Videla.

### Esilio e assassinio

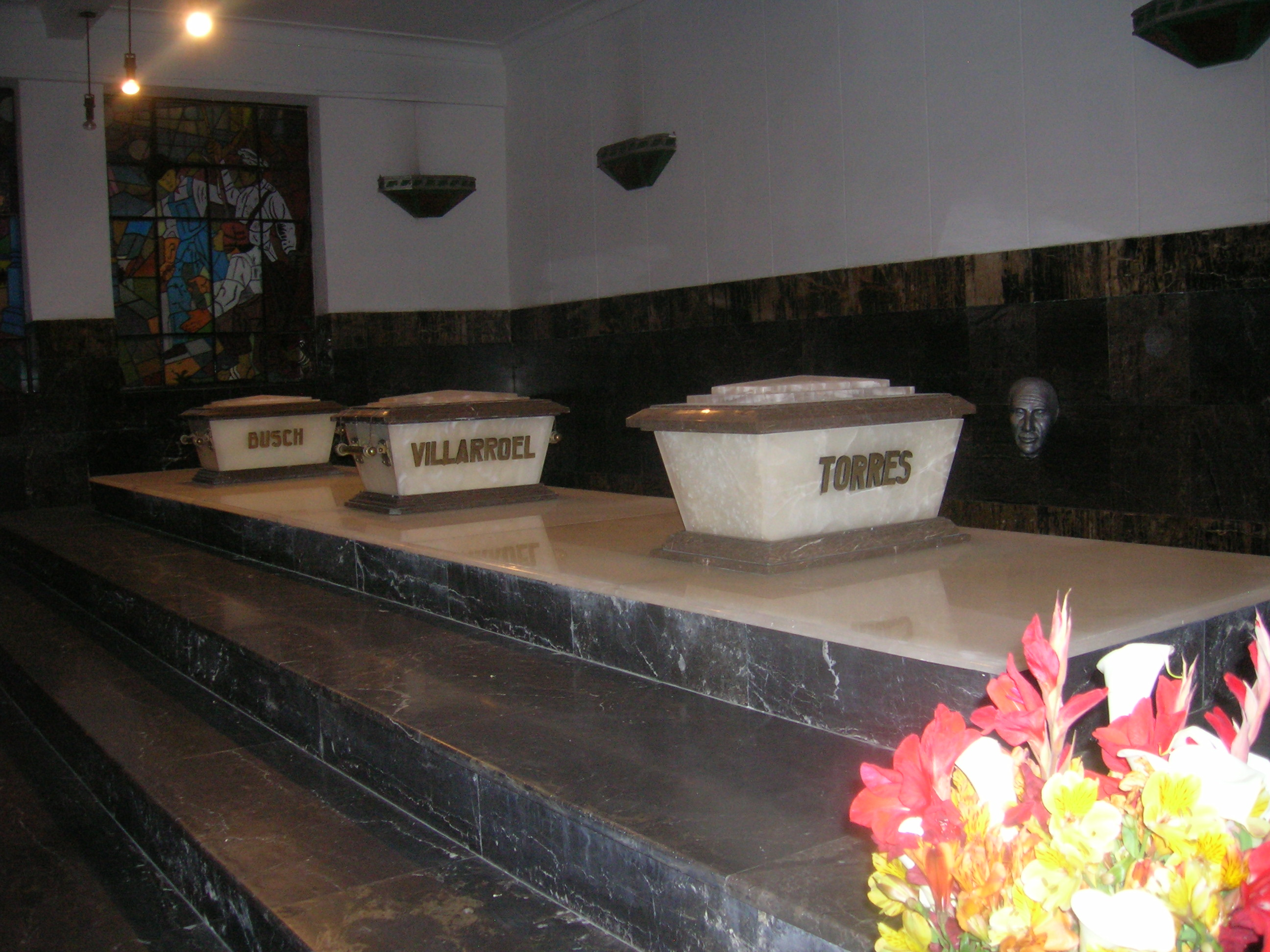
Mausoleo dove riposano i presidenti Busch, Torres e Villarroel - Plaza Villaroel - Monumento a la Revolución Nacional, Città di La Paz Repubblica di Bolivia.

I primi di giugno 1976 il generale Torres fu rapito e ucciso molto probabilmente da squadristi di destra associati al governo di Videla, ma anche — è stato sostenuto — con l'accondiscendenza di Hugo Banzer. Il suo omicidio era parte dell'Operazione Condor. Nonostante la breve durata del suo governo, la memoria di Torres è ancora viva dalla gente più povera della società boliviana. È ricordato come un generale sorridente che ha osato comportarsi diversamente rispetto a ciò che ci si aspettava da un capo militare boliviano. Il suo corpo fu poi rimpatriato in Bolivia (nel 1983), dove ricevette un funerale di stato massicciamente frequentato.